# Rüdenhausen
Rüdenhausen és un municipi situat al districte de Kitzingen, a l'estat federat de Baviera (Alemanya), amb una població a finals de 2016 d'uns 874 habitants.
Està situat al nord-oest de l'estat, a la regió de Baixa Francònia, prop de la riba del riu Main —un dels principals afluents del Rin— i de la frontera amb l'estat de Baden-Württemberg.